# Головне управління Національної поліції в Закарпатській області
ГУ НП України в Закарпатській області — територіальний орган виконавчої влади в Закарпатській області, входить у систему Міністерства внутрішніх справ України. Підпорядковується Національній поліції України. Основними завданнями відомства є забезпечення безпеки, прав і свобод громадян, припинення і розкриття злочинів, охорона громадського порядку.

## Структура поліції Закарпаття[1]

### Апарат
- Керівництво
- Слідче управління
- Відділ дізнання
- Управління карного розшуку
- Відділ міграційної поліції
- Відділ кримінального аналізу
- Управління превентивної діяльності
- Сектор контролю за обігом зброї
- Управління «Корпус оперативно-раптової дії»
- Відділ вибухотехнічної служби
- Сектор міжнародного поліцейського співробітництва
- Управління організаційно-аналітичного забезпечення та оперативного реагування
- Управління головної інспекції
- Відділ правового забезпечення
- Сектор запобігання корупції
- Відділ комунікації
- Сектор організаційного забезпечення діяльності місць тимчасового тримання осіб
- Управління кадрового забезпечення
- Управління фінансового забезпечення та бухгалтерського обліку
- Управління логістики та матеріально-технічного забезпечення
- Сектор документального забезпечення
- Відділ режиму та технічного захисту інформації
- Управління інформаційно-аналітичної підтримки
- Сектор спеціального зв'язку
- Сектор з питань пенсійного забезпечення

### Окремі підрозділи
- Центр забезпечення
- Музей
- Кінологічний центр
- Тренінговий центр
- Рота поліції особливого призначення
- Рота конвойної служби
- Ізолятори тимчасового тримання
- Оркестр

### Територіальні підрозділи
- Ужгородське районне управління поліції (Ужгородське районне управління поліції, Відділ поліції № 1 (Оноківці), Відділення поліції № 1 (Перечин), Відділення поліції № 2 (Великий Березний))
- Мукачівське районне управління поліції (Мукачівське районне управління поліції, Відділ поліції № 1 (Мукачево), Відділення поліції № 1 (Свалява), Відділення поліції № 2 (Воловець))
- Берегівський районний відділ поліції (Берегівський районний відділ поліції, Відділення поліції № 1 (Виноградово)
- Хустське районне управління поліції (Хустське районне управління поліції, Відділення поліції № 1 (Іршава), Відділення поліції № 2 (Міжгір'я))
- Тячівський районний відділ поліції
- Рахівський районний відділ поліції

## Керівники поліції в Закарпатській області

### Начальники Управління внутрішніх справ і Головної міліції Закарпатської України
- Тканко Олександр Васильович (1944—1945)
- Сопруненко Петро Карпович (1945—1946)

### Начальники УНКВС— УМВС (ГУМВС) в Закарпатській області
- Мирний Юрій Лаврентійович (1946—1948)
- Позняков Петро Андрійович (1948—1953)
- Бойко Степан Опанасович (1953—1957)
- Лялько Михайло Петрович (1957—1970)
- Лучок Борис Михайлович (1970—1981)
- Сірик Володимир Михайлович (1981—1994)
- Дорчинець Дмитро Федорович (1994—1995)
- Москаль Геннадій Геннадійович (1995—1997)
- Безбородий Валентин Олександрович (1997—2000)
- Максимов Віталій Вікторович (2000—2001, 2007—2007)
- Крижановський Станіслав Вікентійович (2001—2002)
- Пилипчак Петро Іванович (2002—2003)
- Варцаба Василь Миколайович (2003—2004, 2012—2014)
- Прошковський Іван Іванович (2004—2005)
- Рахівський Юрій Васильович (2005—2007)
- Чепак Віктор Іванович (2007—2008)
- Кононенко Павло Миколайович (2008—2010)
- Русин Віктор Павлович (2010—2012)
- Шаранич Сергій Олексійович (2014—2015)
- Князєв Сергій Миколайович (2015—2016)

### Начальники ГУНП в Закарпатській області
- Князєв Сергій Миколайович (2015—2016)[2].
- Стефанишин Роман Ігорович (2016—2017)[3].
- Канцідайло Олександр Олександрович (2019—2020)[4].
- Шляховський Олександр Анатолійович (2020—2021)[5].
- Колесник Ярослав Васильович (з 2021 по т.ч.)[6].